# Andrei Wiktorowitsch Plechanow
Andrei Wiktorowitsch Plechanow (russisch Андрей Викторович Плеханов; * 12. Juli 1986 in Nischnekamsk, Russische SFSR, Sowjetunion) ist ein russischer Eishockeyspieler, der zuletzt bis 2017 beim HKM Zvolen aus der slowakischen Extraliga unter Vertrag stand.

## Karriere
Andrei Plechanow begann seine Karriere als Eishockeyspieler in seiner Heimatstadt in der Nachwuchsabteilung von Neftechimik Nischnekamsk, für dessen zweite Mannschaft er von 2002 bis 2004 in der drittklassigen Perwaja Liga aktiv war. Im NHL Entry Draft 2004 wurde er in der dritten Runde als insgesamt 96. Spieler von den Columbus Blue Jackets ausgewählt, für die er allerdings nie spielte. Stattdessen wechselte der Verteidiger anschließend zu Sarnia Sting, die ihn beim CHL Import Draft desselben Jahres in der ersten Runde an Gesamtposition 47 gezogen hatte, in die kanadischen Juniorenliga Ontario Hockey League, in der er allerdings nur zwei Spiele bestritt, ehe er nach Nischnekamsk zurückkehrte, für das er bis 2007 in der russischen Superliga spielte. Parallel stand er in der Saison 2004/05 für Neftjanik Leninogorsk in der Wysschaja Liga, der zweiten russischen Spielklasse, sowie für die zweite Mannschaft von Molot-Prikamje Perm in der Perwaja Liga auf dem Eis.
Von 2007 bis 2009 spielte Plechanow für Columbus’ Farmteams, die Syracuse Crunch aus der American Hockey League und die Elmira Jackals aus der ECHL. Daraufhin kehrte er nach Russland zurück, wo er während der Saison 2009/10 in insgesamt 27 Spielen zwei Tore und eine Vorlage für den HK Dynamo Moskau in der Kontinentalen Hockey-Liga erzielte.
Für die folgende Spielzeit wurde Plechanow von Dynamos Ligarivalen Amur Chabarowsk verpflichtet, für den er 30 KHL-Partien absolvierte. Im Juni 2011 wurde Plechanow von Atlant Mytischtschi unter Vertrag genommen. Dort blieb er jedoch ohne Einsatz, woraufhin er sich im Dezember 2011 den Idaho Steelheads aus der ECHL anschloss. In der Saison 2012/13 spielte er wieder für Neftechimik Nischnekamsk, ehe er im September 2013 zum HK Sibir Nowosibirsk wechselte. Bei Sibir kam er jedoch in der Spielzeit 2013/14 nur unregelmäßig zum Einsatz, so dass er anschließend keinen neuen Vertrag erhielt und zum neu gegründeten HK Sotschi wechselte und dort und bei deren Farmteam HK Kuban Krasnodar spielte. Aber bereits im Dezember 2014 zog es ihn nach Kasachstan, wo er beim HK Saryarka Karaganda die Saison beendete. Die Saison 2015/16 begann er bei Admiral Wladiwostok, wechselte aber bereits im Herbst zu Neftjanik Almetjewsk und gewann mit dem Team aus Tatarstan 2016 den Bratina-Pokal der Wysschaja Hockey-Liga. Anschließend wechselte er zum HKM Zvolen aus der slowakischen Extraliga, wo er 2017 seine Karriere beendete.
Seit 2018 ist er als Scout tätig. Zunächst für die New Jersey Devils und seit 2022 für Colorado Avalanche.

## Erfolge und Auszeichnungen
- 2016 Gewinn des Bratina-Pokals der Wysschaja Hockey-Liga mit Neftjanik Almetjewsk

## Statistik
(Stand: Ende der Saison 2015/16)